# Sophie Audouin-Mamikonian
Pour les articles homonymes, voir Audouin et Mamikonian.
Œuvres principales
Tara Duncan (série)
Indiana Teller (série)
Clara Chocolat
La Couleur de l'âme des anges
Sophie Audouin-Mamikonian, née le 24 août 1961 à Saint-Jean-de-Luz, est une romancière française, notamment connue pour les séries littéraires à destination de la jeunesse Tara Duncan (2003-2013) et Indiana Teller (2011-2014),.

## Biographie

### Enfance et formation
Issue de la famille Mamikonian,, Sophie Audouin-Mamikonian est d'origine arménienne. Elle a grandi dans le Pays basque français, où elle puise une partie des contes et légendes qui alimentent son imagination.
Sophie Audouin-Mamikonian est titulaire d'un Diplôme d'études supérieures spécialisées (DESS) en diplomatie et stratégie. Elle a d'abord travaillé en tant que rédactrice dans la publicité avant de faire éditer ses premiers ouvrages aux éditions du Seuil.

### Vie privée et engagements
Elle est mariée à Philippe Audouin et mère de deux filles, Diane et Marine, qui ont été ses premières lectrices et correctrices.
Elle participe à l'association Douleurs sans frontières. Elle soutient les créations des jeunes auteurs, une volonté marquée notamment par les concours d'écriture et de dessins qu'elle proposait à ses lecteurs et qui permettaient aux gagnants de voir leur création être publiée au sein d'un tome de Tara Duncan, le projet des « AutresMondes de Tara Duncan », collection destinée aux jeunes auteurs publiée chez Michel Lafon, et ses rôles réguliers de marraine de concours d'écriture lors de différents salons du livre.

### Carrière
En 1987, elle commence la rédaction de Tara Duncan. Le premier tome ne sera édité qu'en 2003, lorsque les maisons d'éditions françaises acceptent de répondre aux attentes des jeunes lecteurs, notamment visibilisées par le succès d'Harry Potter. La saga littéraire Tara Duncan est publiée entre 2003 et 2016, à raison d'un à deux livres par an. Elle a connu plusieurs adaptations transmédiatiques, dont une adaptation en série d'animation 2D en 2010 et un jeu vidéo en ligne. La série a connu un franc succès et les sorties de chaque tome constituaient un rendez-vous important pour sa communauté de lecteurs,,. La série Tara Duncan vaut à l'autrice un grand nombre de lecteurs, avec certains desquels elle correspond de façon régulière sur internet. En 2008, son blog personnel faisait partie du top 10 des sites les plus visités en France.
Sophie Audouin-Mamikonian a également écrit entre 2011 et 2014 une seconde saga de fantasy, Indiana Teller, centrée sur le thème des loups-garous.
Hors de la littérature pour adolescents, Mamikonian a écrit plusieurs romans pour adultes, La Danse des obèses, La Couleur de l'Âme des Anges et Nos destins inachevés, un thriller sur la recherche médicale actuelle sur l'immortalité. Elle a également signé deux albums pour enfants, Clara Chocolat.
Elle a été faite chevalier des Arts et des Lettres en 2014, puis chevalier de la Légion d'honneur en 2016.

### SagaTara Duncan
1. Tara Duncan, Les Sortceliers, Paris, Éditions du Seuil, 1er mai 2003, 471 p.
2. Tara Duncan, Le livre interdit, Paris, Éditions du Seuil, 28 février 2004, 475 p.
3. Tara Duncan, Le sceptre maudit, Paris, Éditions Flammarion, 28 octobre 2005, 381 p.
4. Tara Duncan, Le dragon renégat, Paris, Éditions Flammarion, 18 octobre 2006, 413 p.
5. Tara Duncan, Le continent interdit, Paris, Éditions Flammarion, 28 septembre 2007, 440 p.
6. Tara Duncan, Dans le piège de Magister, Paris, XO Éditions, 2 octobre 2008, 509 p.
7. Tara Duncan, L'invasion fantôme, Paris, XO Éditions, 1er octobre 2009, 400 p.
8. Tara Duncan, L'impératrice maléfique, Paris, XO Éditions, 23 septembre 2010, 512 p.
9. Tara Duncan, Contre la reine noire, Paris, XO Éditions, 5 septembre 2011, 512 p.
10. Tara Duncan, Dragons contre démons, Paris, XO Éditions, 27 septembre 2012, 528 p.
11. Tara Duncan, La guerre des planètes, Paris, XO Éditions, 19 septembre 2013, 528 p.
12. Tara Duncan, L'ultime combat, Paris, XO Éditions, 18 septembre 2014, 560 p.
13. La Fille de Belle, 450 ans avant Tara Duncan, Paris, La Martinière, avril 2015, 429 p.
14. Tara et Cal, Paris, XO Éditions, 24 septembre 2015, 528 p.
15. Dan et Célia : Les jumeaux d'AutreMonde, L'impossible Mission, Paris, XO Éditions, 6 octobre 2016, 384 p.
16. Les AutresMondes de Tara Duncan, La danse de la licorne, Paris, Éditions Michel Lafon, 7 novembre 2013, 350 p (auteur : Thomas Mariani)

### SagaIndiana Teller
1. Indiana Teller, Lune de printemps, Paris, Éditions Michel Lafon, 10 mars 2011, 380 p.
2. Indiana Teller, Lune d'été, Paris, Éditions Michel Lafon, 29 mars, 2012, 380 p.
3. Indiana Teller, Lune d'automne, Paris, Éditions Michel Lafon, 14 mars 2013, 380 p.
4. Indiana Teller, Lune d'hiver, Paris, Éditions Michel Lafon, 27 mars 2014, 380 p.

### Œuvres pour adultes
- La danse des obèses, Paris, Éditions Robert Laffont, avril 2008, 312 p. 2221108531
- La couleur de l'âme des anges, Paris, Éditions Robert Laffont, Collection R, 5 janvier 2012, 447 p.
- Nos destins inachevés, Paris, Éditions Robert Laffont, 18 octobre 2018, 432 p.

### Œuvres pour la jeunesse
- Clara Chocolat, L'Âne i vert cerf, Paris, Éditions Toucan Jeunesse, 2007
- Clara Chocolat, La bande des métaphores, Paris, Éditions Toucan Jeunesse, 2007

## Décorations
- Chevalier de l'ordre des Arts et des Lettres (2014)
- Chevalier de la Légion d'honneur (2016)